# 33466 Thomaslarson
33466 Thomaslarson è un asteroide della fascia principale. Scoperto nel 1999, presenta un'orbita caratterizzata da un semiasse maggiore pari a 2,3697693 UA e da un'eccentricità di 0,0617815, inclinata di 6,52479° rispetto all'eclittica.